# Voodoo Child (Slight Return)
Voodoo Child (Slight Return) är en låt skriven och framförd av Jimi Hendrix. Låten spelades in i maj 1968 och släpptes på albumet Electric Ladyland i september samma år. Övriga medverkande på låten är Noel Redding (bas) och Mitch Mitchell (trummor). Det var den sista låten på albumet. Electric Ladyland innehåller även en titel med namnet "Voodoo Chile" som är en variation på denna låt, men mer ett bluesinspirerat studiojam. Efter Hendrix död släpptes "Voodoo Child" 1970 som postum singel i Storbritannien, men då med titeln "Voodoo Chile" vilket lett till förvirring om vilken version som är vilken. Singeln nådde förstaplatsen på Englandslistan. "Voodoo Child" är notabel för sitt prominenta användande av wah-wah-pedal samt Hendrix gitarrsolo som flera gitarrister omnämnt som inflytelserikt. Hendrix spelade ofta låten live och framförde den bland annat på Woodstockfestivalen och hans spelning på Royal Albert Hall 1969. Magasinet Rolling Stone listade låten som #101 på deras lista The 500 Greatest Songs of All Time.

## Listplaceringar
- UK Singles Chart, Storbritannien: #1[2]